# Szczytno
Szczytno (în germană Ortelsburg) este un oraș în Polonia.